# Emilio Giovanoli
Emilio Giovanoli (Milano, 1886 – ...) è stato un mezzofondista italiano.

## Biografia
Nato nel 1886 a Milano, a 22 anni partecipò ai Giochi olimpici di Londra 1908, nella gara di 3 miglia a squadre insieme a Massimo Cartasegna, Emilio Lunghi, Pericle Pagliani e Dorando Pietri, non terminando la batteria.

## Palmarès
| Anno | Manifestazione  | Sede   | Evento             | Risultato | Prestazione | Note |
| ---- | --------------- | ------ | ------------------ | --------- | ----------- | ---- |
| 1908 | Giochi olimpici | Londra | 3 miglia a squadre | Batteria  | dnf         |      |

## Campionati nazionali
1908
- Argento ai campionati italiani assoluti, 5000 m piani